# Ronald Reagan Presidential Library

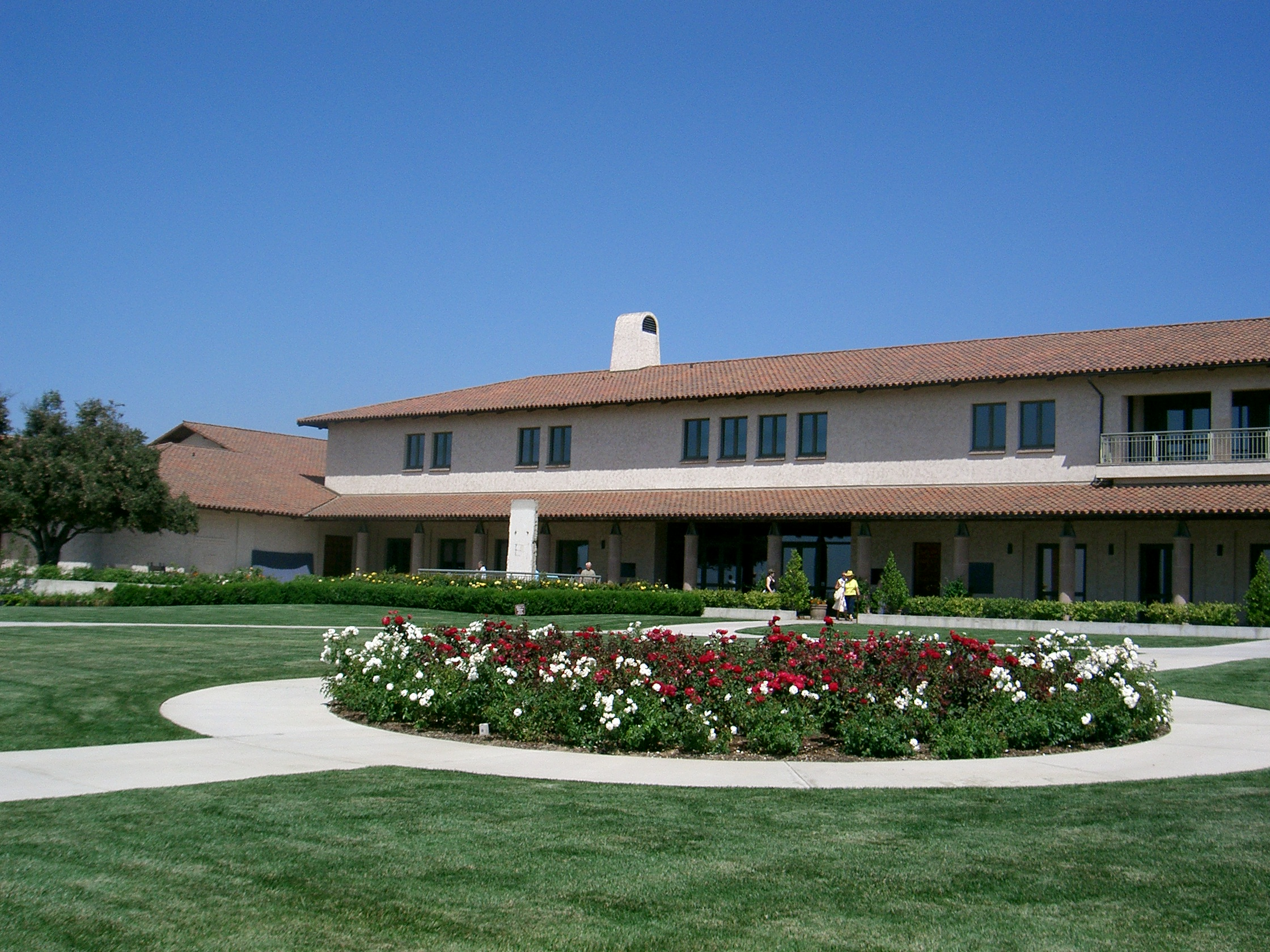
Der Garten der Reagan Library

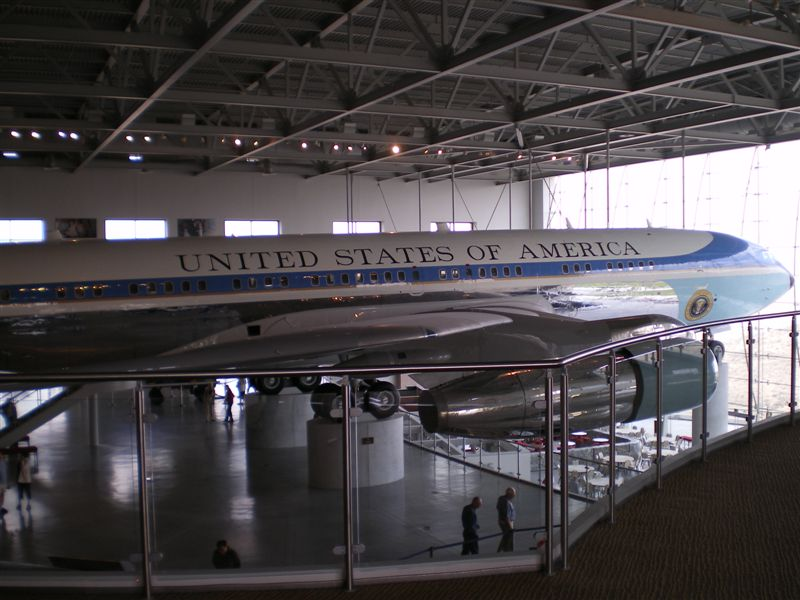
Air Force One Pavillon

Die Ronald Reagan Presidential Library und das dazugehörige Museum ist die Präsidentenbibliothek von Ronald Reagan, dem 40. Präsidenten der Vereinigten Staaten. Die Bibliothek befindet sich im US-amerikanischen Simi Valley, Kalifornien, mehrere Kilometer nordwestlich von Los Angeles.
Als die Bibliothek 1991 eröffnet wurde, war sie die größte Präsidentenbibliothek, bis das William J. Clinton Presidential Center & Park 2004 in Little Rock, Arkansas, eröffnet wurde. Die Bibliothek umfasst über 50 Millionen Seiten politische Dokumente sowie eine große Anzahl an Filmen und Bildern. Es gibt weitere Ausstellungsstücke wie z. B. ein Teilstück der Berliner Mauer, eine entschärfte Atombombe und eine Nachbildung des Oval Office an Reagans letztem Arbeitstag.

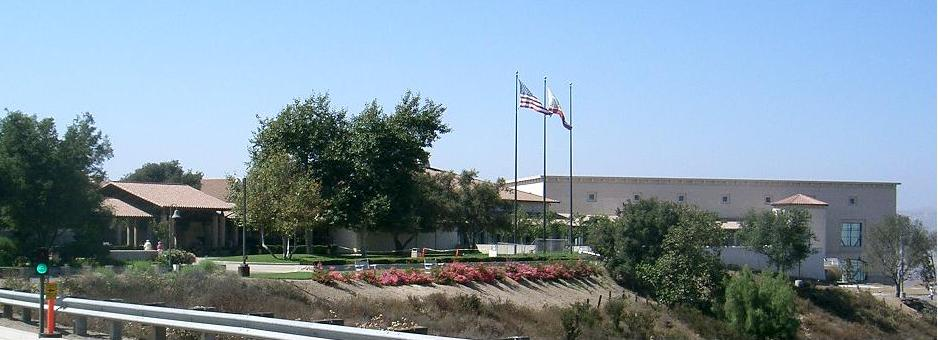
Die Vorderseite der Reagan Library

Im Anschluss an die Bibliothek befindet sich der am 24. Oktober 2005 eröffnete Air-Force-One-Pavilion, in dem auch eine modifizierte Boeing 707 zu besichtigen ist. Dieses Flugzeug war nicht nur das Amtsflugzeug von Reagan, sondern wurde auch von Richard Nixon, Gerald Ford, Jimmy Carter und George H. W. Bush benutzt. Zusammen mit dem neuen Pavillon ist die Reagan Presidential Library wieder die größte (Präsidenten-)Bibliothek Amerikas.
In dem für ihn gebauten Grab auf dem Gelände der Bibliothek fand Reagan am 11. Juni 2004 seine letzte Ruhestätte. Seine am 6. März 2016 verstorbene Witwe Nancy wurde hier ebenfalls beigesetzt.